# Барит
Бари́т (от др.-греч. βαρύς — тяжёлый), тяжёлый шпат — минерал бария из класса сульфатов, BaSO4.

## Свойства
Ромбическая сингония, ромбо-дипирамидальный. В чистом виде бесцветный и прозрачный или белый, но обычно окрашен примесями оксидов железа, сульфидов и т. д. в самые разные цвета. Блеск стеклянный, твёрдость 3—3,5, плотность 4,3—4,7, коэффициент преломления 1,63, спайность совершенная по (001) и средняя по (210). Оптически двуосный, положительный.
Кристаллы — пластинчатые, призматические, игольчатые. Игольчатые радиально-лучистые пучки и тонковолокнистые сферолиты. Пластинчатые, чешуйчатые и зернистые агрегаты.

## Происхождение
Распространён широко, наиболее распространённый минерал бария в земной коре. Происхождение главным образом гидротермальное, иногда образует самостоятельные рудные жилы в несколько метров шириной. Может заполнять миндалевидные пустоты в ряде основных вулканитов. В осадочных породах образует радиально-лучистые конкреции и секреции (жеоды) с кристаллами во внутренней полости. Сопутствующие минералы — флюорит, кальцит, кварц, гематит, халькопирит, антимонит, галенит, сфалерит, марказит и др., в качестве примесей отмечаются стронций и кальций, реже свинец и радий. Разновидность минерала при большом содержании стронция называется баритоцелестин, радия - радиобарит, свинца - хокутолит.

### Месторождения
Мировые ресурсы барита хорошо описаны в ряде исследований.

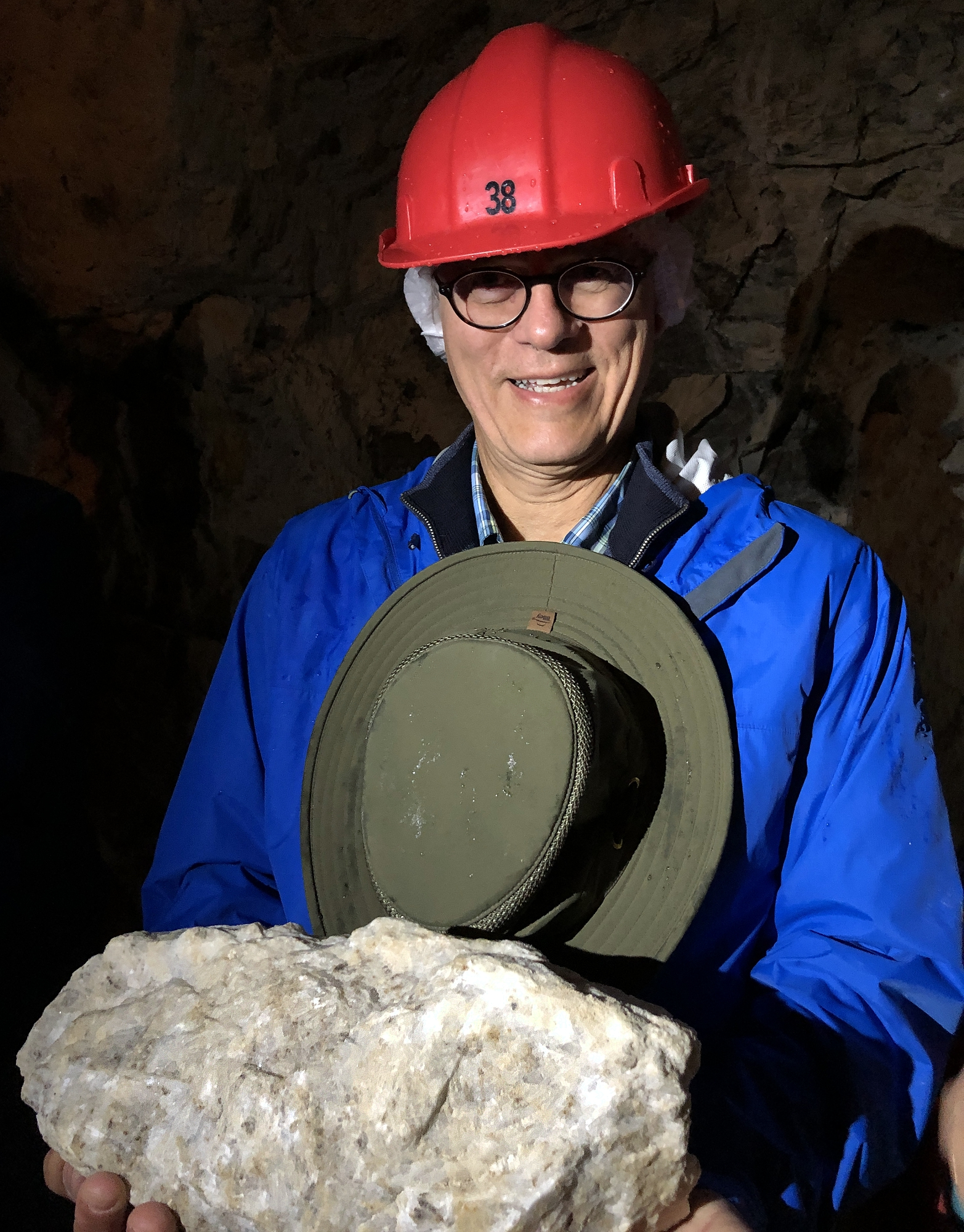
Барит в шахте, Италия

Широко распространён в Казахстане (Бадамское месторождение баритовых руд и другие месторождения).

## Применение
Первоначально использовался для отбеливания тканей и бумаги — баритовые белила и баритаж.
Служит сырьём для производства сульфата бария, эмали, глазури, солей бария. Используется как наполнитель при изготовлении резины, клеёнки, линолеума, бумаги.
Прозрачные кристаллы барита используют в оптических приборах.
Применяют для защиты от рентгеновских лучей, в том числе, в рентгеновских лабораториях, для покрытий и изоляции в химических производствах (благодаря химической стойкости, в частности по отношению к серной кислоте), а также как защитный материал в ядерных реакторах.
При бурении в нефтяной промышленности применяется в качестве вещества, повышающего плотность буровых растворов.